# NGC 5315
NGC 5315 är en planetarisk nebulosa belägen i stjärnbilden Cirkelpassaren 5,2° sydväst om Alfa Circini och är synlig som en skiva endast vid förstoringar över 200 gånger. Den upptäcktes 4 maj 1883 av astronomen Ralph Copeland.

## Egenskaper
Centralstjärnan i NGC 5315 har en stjärnklass av WC4 och har vätebrist med en effektiv temperatur på 76 000 -79 000 K. Avståndet till nebulosan är inte känt exakt, men uppskattas till ca 6 500 ljusår.
Denna planetariska nebulosa har en något elliptisk form, en komplex struktur och en ring som är något bruten. Den har ett typiskt överskott av kol och ett något förhöjt kväveöverskott. Studier av radiell hastighet visar att stjärnan kan ingå en dubbelstjärna. Nebulosan visar ingen anrikning av s-processelement, vilket tyder på att stjärnans stadium på asymptotiska jättegrenen kan ha påverkats av interaktion med en följeslagare. Alternativt kan stjärnan ha låg massa och inte genomgå tredje muddring, eller att stjärnans processelement kraftigt späddes ut av höljet under AGB-fasen.